# Danaë (rose)
'Danaë' est un cultivar de rosier obtenu en Angleterre par le rosiériste Joseph Hardwick Pemberton et mis au commerce en 1913. Il rend hommage à Danaé, héroïne de la mythologie grecque que Zeus a séduite sous la forme d'une pluie de pièces d'or.

## Description
Ce rosier diploïde est un hybride de Rosa moschata, spécialité du révérend Pemberton qui se consacra à cette forme d'hybridation avec succès. Il est issu d'un croisement 'Trier' (Lambert, 1904) avec 'Gloire de Chédane-Guinoisseau' (Chédane-Guinoisseau, 1907). Il se présente sous la forme d'un haut buisson pouvant atteindre 120 cm de largeur et 185 cm de hauteur, et plus s'il est palissé en grimpant sous un climat doux. Son feuillage est vert sombre. Ses fleurs sont jaune clair, pâlissant avec le temps. Elles sont de taille moyenne et très doubles, comme de petites pivoines, fleurissant en petits bouquets qui embaument. La floraison est remontante.
La zone de rusticité de 'Danaë' est de 6b à 9b; il résiste donc au froid hivernal.
Cette variété très vigoureuse et résistante aux maladies est largement commercialisée. Outre-Manche, elle fait partie des grands classiques des jardins anglais. Elle est parfaite dans les mixed-borders ou pour constituer des haies.

## Descendance
Par croisement avec 'Sunburst' (Pernet-Ducher, 1911), il a donné naissance à 'Francesca' (Pemberton, 1922).